# Estación Llahuín
Llahuín fue una estación ferroviaria correspondiente al Longitudinal Norte ubicada en la comuna de Combarbalá, en la Región de Coquimbo, Chile. Actualmente la estación no presta servicios.

## Historia
Con el proceso de conexión de las vías ferroviarias del norte de Chile a través del Longitudinal Norte, una extensión ferroviaria entre la estación Illapel y Estación San Marcos construida desde norte a sur que inició sus obras en 1910 y fue entregada e inaugurada en 1913. Sin embargo esta estación no fue parte del tramo original del servicio y no apareció en documentos oficiales sino hasta la década de 1940. La estación originalmente tenía el nombre de «Valle Hermoso», sin embargo fue cambiado a «Llahuín» mediante decreto del 30 de enero de 1942.
Entre la estación Matancilla y la estación Pama se tuvo que colocar una cremallera junto con la vía para que las máquinas pudieran transitar a través de las grandes pendientes del terreno.
En 1956, en las proximidades de la estación, ocurre un choque entre dos locomotoras. Para 1967 la estación aún operaba, y fue suprimida mediante decreto del 22 de septiembre de 1969.
La estación comparte el mismo diseño arquitectónico que las otras viviendas presentes en la zona, con un diseño de altillo en segundo nivel, encontrándose en buen estado y siendo cuidada por Olegario Álvarez desde los años 1980. La estación además contaba con un triángulo de inversión para las máquinas.

## Etimología
Llahuín posee dos posibles orígenes:
1. Proviene de la palabra Llague, una planta (Solanum nigrum).[12]
2. Toma el nombre del verbo llahuin ó llahuitun, que significa cerrar puertas o entradas.[13]